# Mary McDonald
Mary Lawrie McDonald ist eine ehemalige australische Diskuswerferin.
Bei den British Empire and Commonwealth Games 1962 in Perth gewann sie Bronze.
1963 und 1964 wurde sie Australische Meisterin. Ihre persönliche Bestweite von 49,00 m stellte sie am 14. März 1964 auf.